# Luigi Federico I di Schwarzburg-Rudolstadt
Luigi Federico I di Schwarzburg-Rudolstadt (Rudolstadt, 25 ottobre 1667 – Rudolstadt, 24 giugno 1718) è stato principe di Schwarzburg-Rudolstadt, conte di Hohnstein, signore di Rudolstadt, Blankenburg e Sondershausen.

## Biografia

### Infanzia

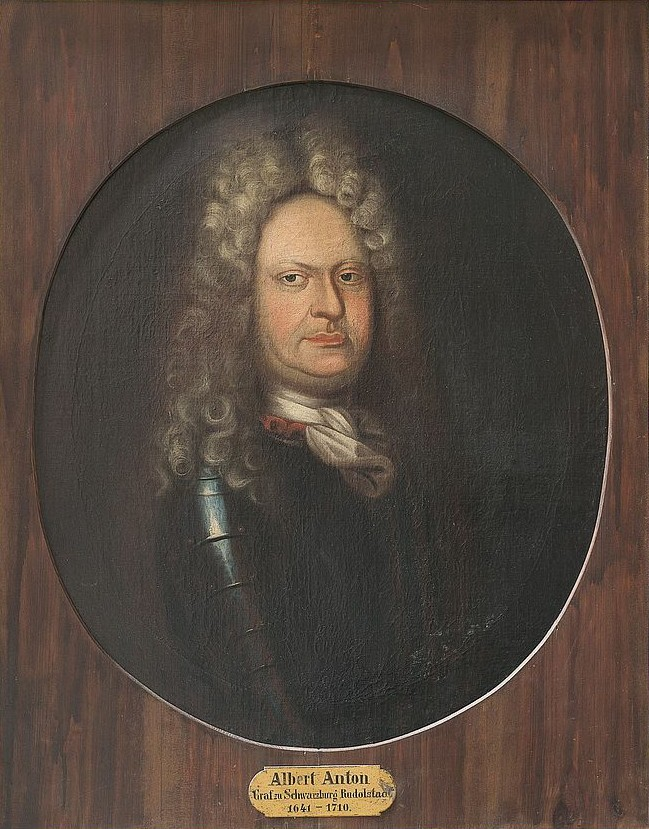
Alberto Antonio di Schwarzburg-Rudolstadt

Luigi Federico I era figlio del principe Alberto Antonio di Schwarzburg-Rudolstadt e di sua moglie, Emilia Giuliana di Barby-Muehlingen.
Tra il maggio 1687 e l'ottobre del 1688, accompagnato dall'hofmeister Johann von Asseburg, Luigi Federico intraprese un grand tour in Europa che gli consentì tra l'altro di essere ricevuto alla reggia di Versailles da re Luigi XIV di Francia nonché dall'imperatore Leopoldo I a Vienna.

### Matrimonio

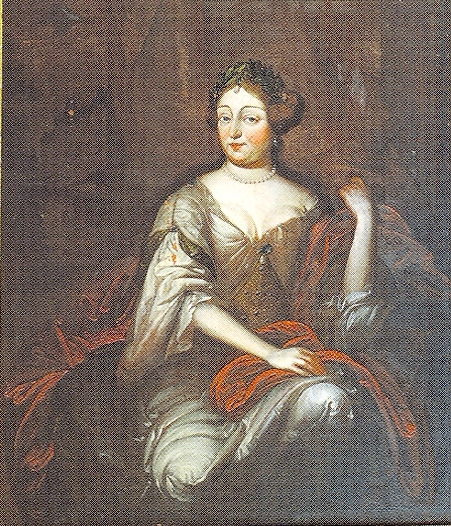
Anna Sofia di Sassonia-Gotha-Altenburg

A ventiquattro anni sposò Anna Sofia di Sassonia-Gotha-Altenburg. La cerimonia nuziale si tenne a Gotha il 15 ottobre 1691 e sancì l'alleanza tra le dinastie Wettin e Schwarzburg-Rudolstadt.

### Principe di Schwarzburg-Rudolstadt

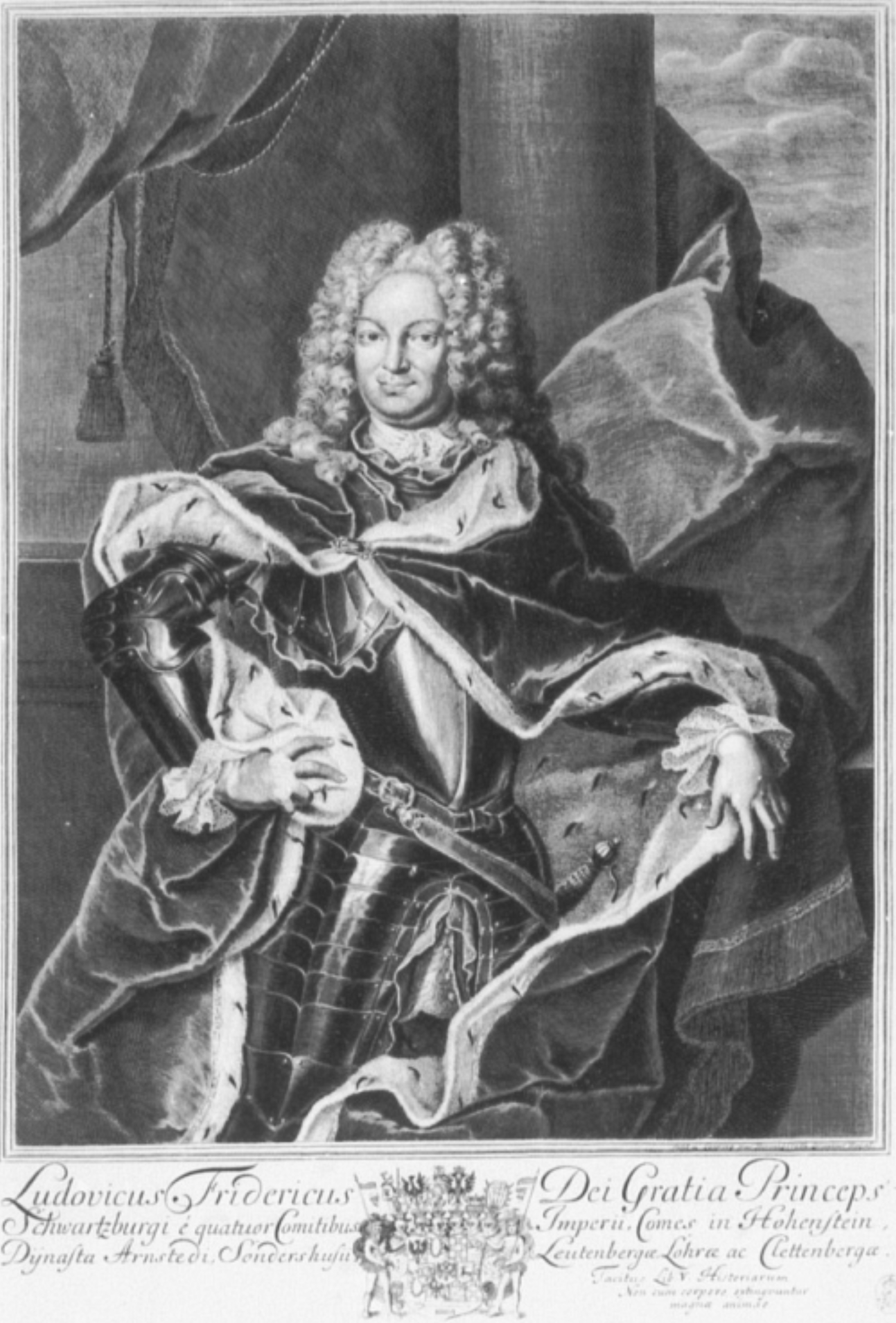
Il principe Luigi Federico I

Sulla scia delle leggi promulgate nel 1697 per suo padre, nel 1710 l'imperatore pubblicò nuove disposizioni con le quali definì lo status dello Schwarzburg-Rudolstadt con condizioni di principato, titolo che suo padre aveva accettato, ma che non erano state ufficializzate sino appunto a quell'anno. Questo insieme di leggi garantì la reggenza della famiglia sullo stato per gli anni successivi.

Il castello di Schwarzburg

Durante gli anni del suo governo, Luigi Federico implementò notevolmente un governo di tipo assolutistico sul modello francese con la complicità di Georg Ulrich von Beulwitz, alto funzionario del principato. Luigi Federico progettò l'idea di trasferire la propria residenza al castello di Schwarzburg e di farne una reggia sul modello di Versailles, ma le ristrettezze economiche resero impossibile la realizzazione di questo progetto.

### Morte

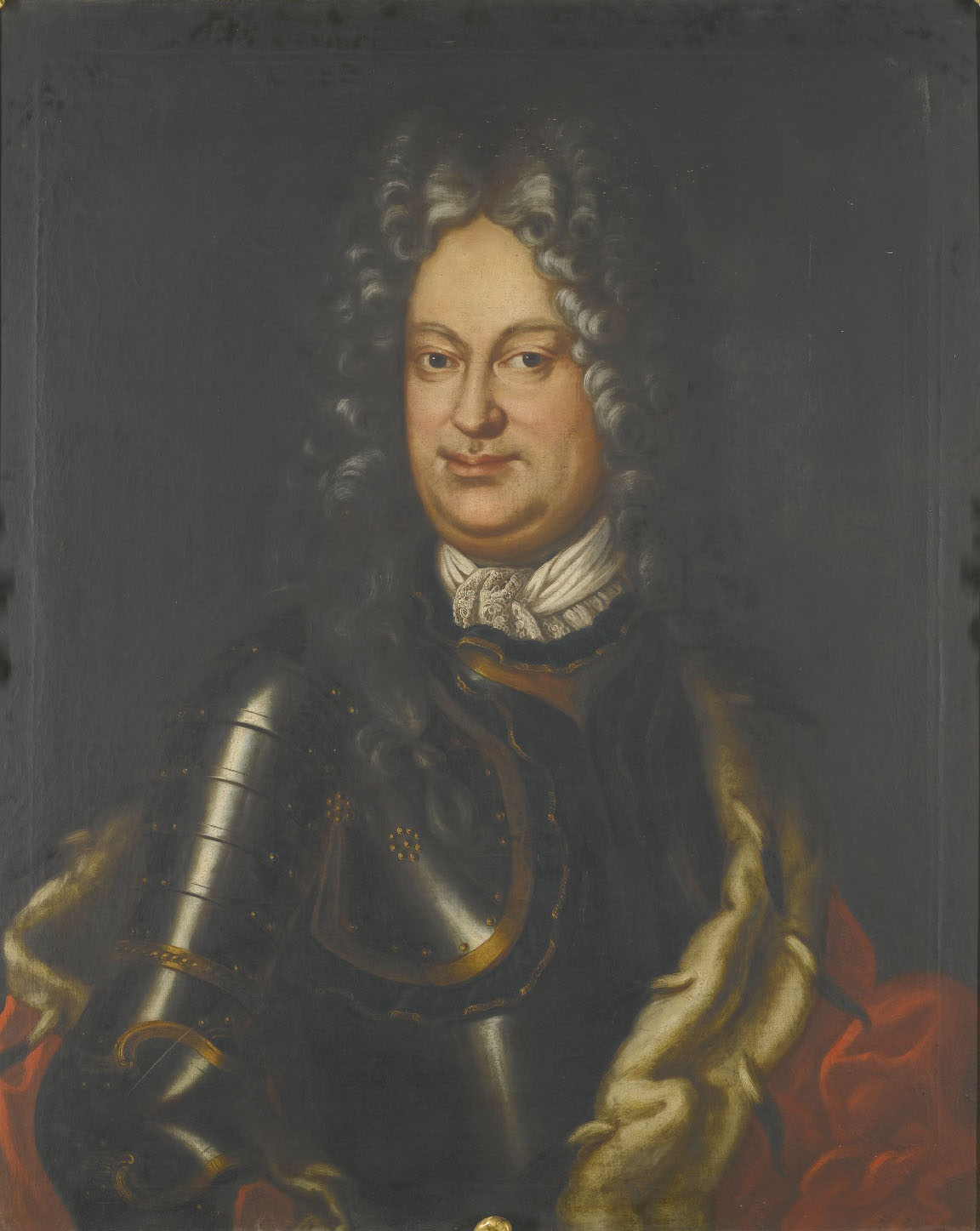
Luigi Federico di Schwarzburg-Rudolstadt

Luigi Federico morì il 24 giugno 1718 a Rudolstadt.

## Discendenza
Il principe sposò la figlia del duca Federico I di Sassonia-Gotha-Altenburg il 15 ottobre 1691, Anna Sofia (1670-1728), con la quale ebbe i seguenti eredi:
- Federico Antonio (1692-1744), principe di Schwarzburg-Rudolstadt
- Sofia Luisa (1693-1776)
- Sofia Giuliana (1694-1776), monaca del monastero di Gandersheim
- Guglielmo Luigi (1696-1757), si sposò morganaticamente e ricevette dal padre il titolo di barone di Brockenburg
- Alberto Antonio (1698-1720)
- Emilia Giuliana (1699-1774)
- Anna Sofia (1700-1780), sposò nel 1723 il duca Francesco Giosea di Sassonia-Coburgo-Saalfeld
- Dorotea Sofia (1706-1737)
- Luisa Federica (1706-1787)
- Maddalena Sibilla (1707-1795), monaca al monastero di Gandersheim
- Luigi Günther (1708-1790), principe di Schwarzburg-Rudolstadt.

## Ascendenza
|                                            |                             |                                            | Genitori                              |  |  | Nonni |  |  | Bisnonni                              |  |  | Trisnonni                 |  |
|                                            |                             |                                            |                                       |  |  |       |  |  | Alberto VII di Schwarzburg-Rudolstadt |  |  | Günther XL di Schwarzburg |  |
|                                            |                             |                                            |                                       |  |  |       |  |  | Alberto VII di Schwarzburg-Rudolstadt |  |  | Günther XL di Schwarzburg |  |
|                                            |                             | Elisabetta di Isenburg-Büdingen            |                                       |  |  |       |  |  | Alberto VII di Schwarzburg-Rudolstadt |  |  |                           |  |
| Luigi Günther di Schwarzburg-Rudolstadt    |                             |                                            |                                       |  |  |       |  |  | Alberto VII di Schwarzburg-Rudolstadt |  |  |                           |  |
|                                            |                             | Giuliana di Nassau-Dillenburg              | Guglielmo I di Nassau-Dillenburg      |  |  |       |  |  |                                       |  |  |                           |  |
|                                            |                             | Giuliana di Nassau-Dillenburg              | Guglielmo I di Nassau-Dillenburg      |  |  |       |  |  |                                       |  |  |                           |  |
|                                            |                             | Giuliana di Nassau-Dillenburg              | Giuliana di Stolberg                  |  |  |       |  |  |                                       |  |  |                           |  |
| Alberto Antonio di Schwarzburg-Rudolstadt  |                             | Giuliana di Nassau-Dillenburg              |                                       |  |  |       |  |  |                                       |  |  |                           |  |
|                                            |                             | Antonio II di Oldenburg-Delmenhorst        | Antonio I Oldenburg                   |  |  |       |  |  |                                       |  |  |                           |  |
|                                            |                             | Antonio II di Oldenburg-Delmenhorst        | Antonio I Oldenburg                   |  |  |       |  |  |                                       |  |  |                           |  |
|                                            |                             | Antonio II di Oldenburg-Delmenhorst        | Sofia di Sassonia-Lauenburg           |  |  |       |  |  |                                       |  |  |                           |  |
| Emilia di Oldenburg-Delmenhorst            |                             | Antonio II di Oldenburg-Delmenhorst        |                                       |  |  |       |  |  |                                       |  |  |                           |  |
|                                            |                             | Sibilla Elisabetta di Brunswick-Dannenberg | Enrico di Brunswick-Dannenberg        |  |  |       |  |  |                                       |  |  |                           |  |
|                                            |                             | Sibilla Elisabetta di Brunswick-Dannenberg | Enrico di Brunswick-Dannenberg        |  |  |       |  |  |                                       |  |  |                           |  |
|                                            |                             | Sibilla Elisabetta di Brunswick-Dannenberg | Ursula di Sassonia-Lauenburg          |  |  |       |  |  |                                       |  |  |                           |  |
| Luigi Federico I di Schwarzburg-Rudolstadt |                             | Sibilla Elisabetta di Brunswick-Dannenberg |                                       |  |  |       |  |  |                                       |  |  |                           |  |
|                                            | Jost III di Barby-Mühlingen | Wolfgang di Barby-Mühlingen                |                                       |  |  |       |  |  |                                       |  |  |                           |  |
|                                            | Jost III di Barby-Mühlingen | Wolfgang di Barby-Mühlingen                |                                       |  |  |       |  |  |                                       |  |  |                           |  |
|                                            | Jost III di Barby-Mühlingen | Agnes von Mansfeld-Mittelort               |                                       |  |  |       |  |  |                                       |  |  |                           |  |
| Alberto Federico di Barby-Mühlingen        | Jost III di Barby-Mühlingen |                                            |                                       |  |  |       |  |  |                                       |  |  |                           |  |
|                                            |                             | Sofia di Schwarzburg-Rudolstadt            | Alberto VII di Schwarzburg-Rudolstadt |  |  |       |  |  |                                       |  |  |                           |  |
|                                            |                             | Sofia di Schwarzburg-Rudolstadt            | Alberto VII di Schwarzburg-Rudolstadt |  |  |       |  |  |                                       |  |  |                           |  |
|                                            |                             | Sofia di Schwarzburg-Rudolstadt            | Giuliana di Nassau-Dillenburg         |  |  |       |  |  |                                       |  |  |                           |  |
| Emilia Giuliana di Barby-Muehlingen        |                             | Sofia di Schwarzburg-Rudolstadt            |                                       |  |  |       |  |  |                                       |  |  |                           |  |
|                                            |                             | Antonio II di Oldenburg-Delmenhorst        | Antonio I Oldenburg                   |  |  |       |  |  |                                       |  |  |                           |  |
|                                            |                             | Antonio II di Oldenburg-Delmenhorst        | Antonio I Oldenburg                   |  |  |       |  |  |                                       |  |  |                           |  |
|                                            |                             | Antonio II di Oldenburg-Delmenhorst        | Sofia di Sassonia-Lauenburg           |  |  |       |  |  |                                       |  |  |                           |  |
| Ursula di Oldenburg-Delmenhorst            |                             | Antonio II di Oldenburg-Delmenhorst        |                                       |  |  |       |  |  |                                       |  |  |                           |  |
|                                            |                             | Sibilla Elisabetta di Brunswick-Lunenburg  | Enrico di Brunswick-Dannenberg        |  |  |       |  |  |                                       |  |  |                           |  |
|                                            |                             | Sibilla Elisabetta di Brunswick-Lunenburg  | Enrico di Brunswick-Dannenberg        |  |  |       |  |  |                                       |  |  |                           |  |
|                                            |                             | Sibilla Elisabetta di Brunswick-Lunenburg  | Ursula di Sassonia-Lauenburg          |  |  |       |  |  |                                       |  |  |                           |  |
|                                            |                             | Sibilla Elisabetta di Brunswick-Lunenburg  |                                       |  |  |       |  |  |                                       |  |  |                           |  |